# Альбрехт, Ада Долорес
А́да Доло́рес А́льбрехт (англ. Ada Dolores Albrecht) — аргентинская писательница и философ, соосновательница, совместно со своим мужем Хорхе Анхелем Ливрагой, международной некоммерческой организации «Новый Акрополь».

## Биография
С 1957 по 1981 годы указанная организация руководилась совместно Х. А. Ливрагой и Адой Долорес Альбрехт. Ада Альбрехт создала в Новом Акрополе семилетнею программу обучения, включающую практические занятия, и носила титул "Мировой Командующий: область обучения.
Находясь в руководстве Нового Акрополя Ада Альбрехт пользовалась авторитетом среди членов организации. В 1981 году из-за накопившихся разногласий супруги расстались, и Альбрехт ушла из Нового Акрополя и увлекла за собой часть отделений организации. В том же, 1981 году, Ада Альбрехт создаёт организацию получившию название «Ассоциация Хастинапура» (англ. «Hastinapura Association»). В настоящее время отделения Ассоциации Хастинапуры присутствуют в Аргентине, Боливии, Колумбии и Уругвае.
Ада Альбрехт является автором множества работ, посвящённых духовным поискам, в том числе книги по философии для детей «Моя первая книга по философии» (исп. Mi Primer Libro De Filosofía). Работы Альбрех на русский язык не переводились.

## Сочинения (на испанском)
- La Llama y La Luz. — Editorial Hastinapura, November 2004. — 94 p. — ISBN 9509102792
- Adios a Mi Rayi. — Editorial Hastinapura, November 2004. — ISBN 9509102873
- Guia Breve Para La Vida Espiritual. — Editorial Hastinapura, March 2003. — 71 p. — ISBN 9509102784
- Santos y Enseanzas de La India. — Editorial Hastinapura, March 2001. — ISBN 950910275X
- Cuentos Para El Alma . — Editorial Hastinapura, March 2001. — 282 p. — ISBN 9509102768. — (Пер. загл.: «Рассказы для Души».)
- Guia Breve Para La Meditacion. — Editorial Hastinapura, April 2000. — 76 p. — ISBN 9509102636
- Om Guru Om. — Editorial Hastinapura, April 2000. — 144 p. — ISBN 9509102032. — (Пер. загл.: «Ом, Гуру, Ом»)
- Enseñanzas de Los Monjes En Los Himalayas. — Editorial Hastinapura, April 2000. — 144 p. — ISBN 950910244X
- Vuelve, Francisco, Vuelve! — Editorial Hastinapura, April 2000. — 112 p. — ISBN 9509102180
- El Evangelio del Maestro. — Editorial Hastinapura, April 2000. — 72 p. — ISBN 9509102652
- Katebet, Historia de una Sacerdotisa Egipcia. — Editorial Hastinapura, April 2000. — 72 p. — ISBN 9509102628. — (Пер. загл.: «Катебет, история египетской жрицы»)
- Los Misterios de Elausis. — Editorial Hastinapura, May 1994. — 140 p. — ISBN 9509102040
- Satsanga — Cuentos de La India. — Editorial Hastinapura, July 1992. — 128 p. — ISBN 9509102423
- Mi Primer Libro De Filosofía . — 14 pages. — (Пер. загл.: «Моя первая книга по философии»)